# Euphorbia geroldii
Euphorbia geroldii Rauh es una especie fanerógama perteneciente a la familia de las euforbiáceas.

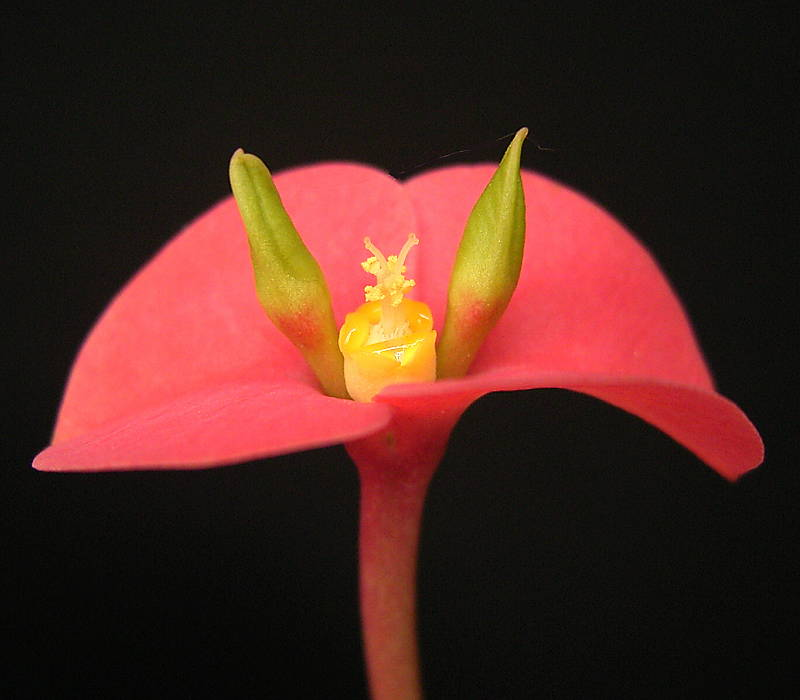
Ciato

## Distribución
Es endémica de Madagascar. Su natural hábitat es el bosque seco subtropical o tropical. Está amenazado por la pérdida de hábitat.

## Descripción
Es una pequeña planta arbustiva con ciatios terminales. El tallo suculento. Se encuentra en el bosque subhúmedo y seco a una altitud de 0-100 metros.

## Taxonomía
Euphorbia geroldii fue descrita por Werner Rauh y publicado en Succulentes (France) 1994(1): 5. 1994.
Etimología
Euphorbia: nombre genérico que deriva del médico griego del rey Juba II de Mauritania (52 a 50 a. C. - 23), Euphorbus, en su honor – o en alusión a su gran vientre – ya que usaba médicamente Euphorbia resinifera. En 1753 Carlos Linneo asignó el nombre a todo el género.
geroldii: epíteto otorgado en honor del comerciante y recolector de plantas Raymond Gerold (1928 - 2009).